# Мост Жюля Вейденбоса
Мост Жюля Вейденбоса (нидерл. Jules Wijdenboschbrug) — автомобильный двухполосный мост, расположенный в округах Парамарибо и Коммевейне (северный Суринам) и связывающий столицу страны, Парамарибо, и её пригород, Мерзорг. Пересекает реку Суринам. Самый длинный мост в стране и один из самых длинных в Южной Америке.
Длина моста составляет 1504 метра, самый длинный пролёт — 155 метров. Главным архитектором, конструктором и застройщиком выступила нидерландская компания Ballast Nedam. Мост был открыт 20 мая 2000 года. Он является частью автодороги «Восток—Запад» и был назван в честь президента Суринама (1996—2000) Жюля Вейденбоса.
Возведение такого крупного сооружения вызвало финансовые сложности, поэтому деньгами государству помогли компании Billiton Maatschappij и Staatsolie Maatschappij Suriname N.V..

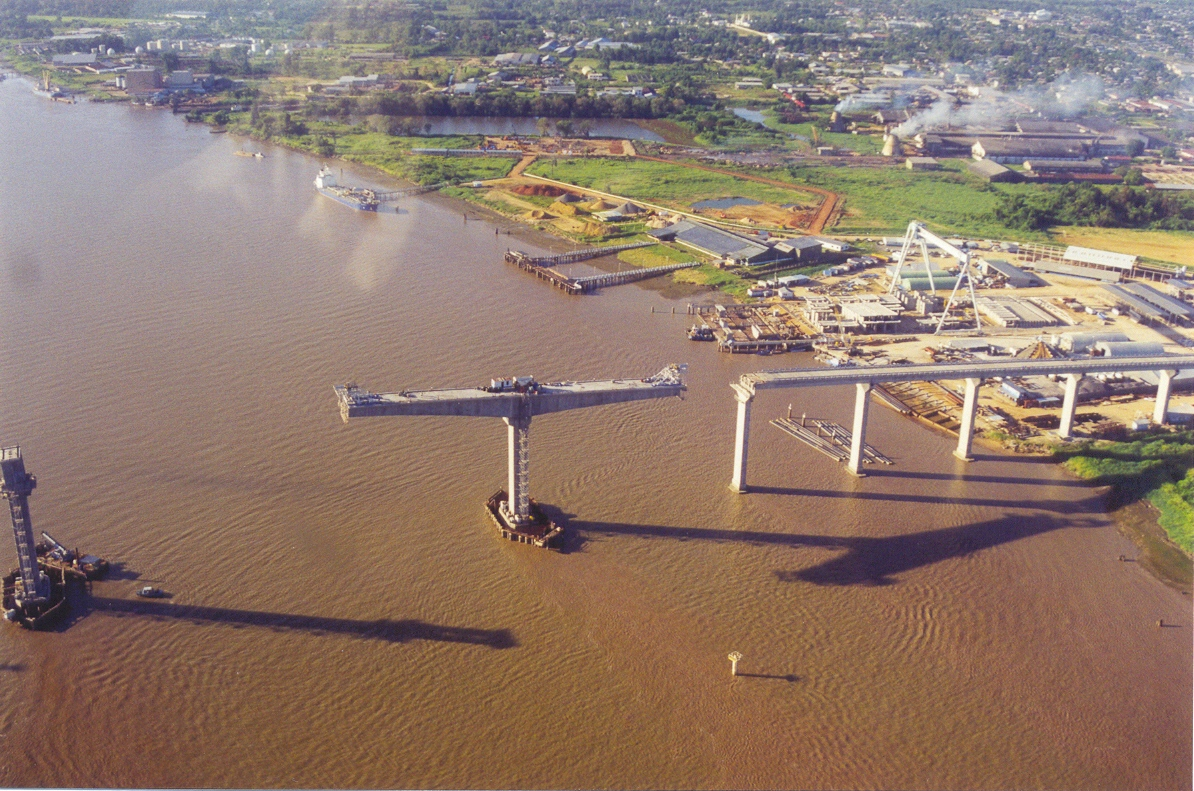
Строительство
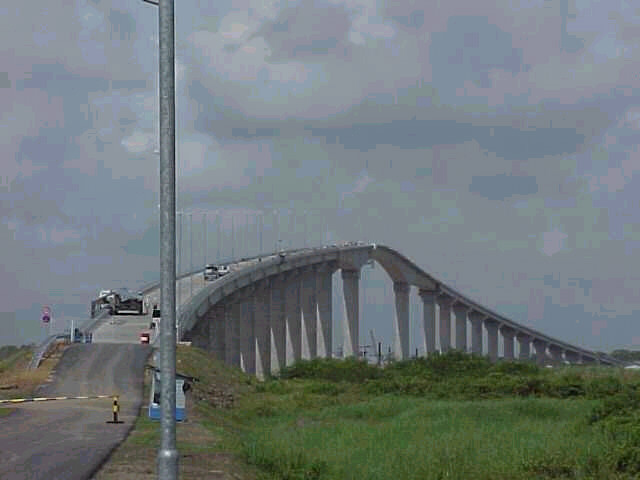
Вид с дороги
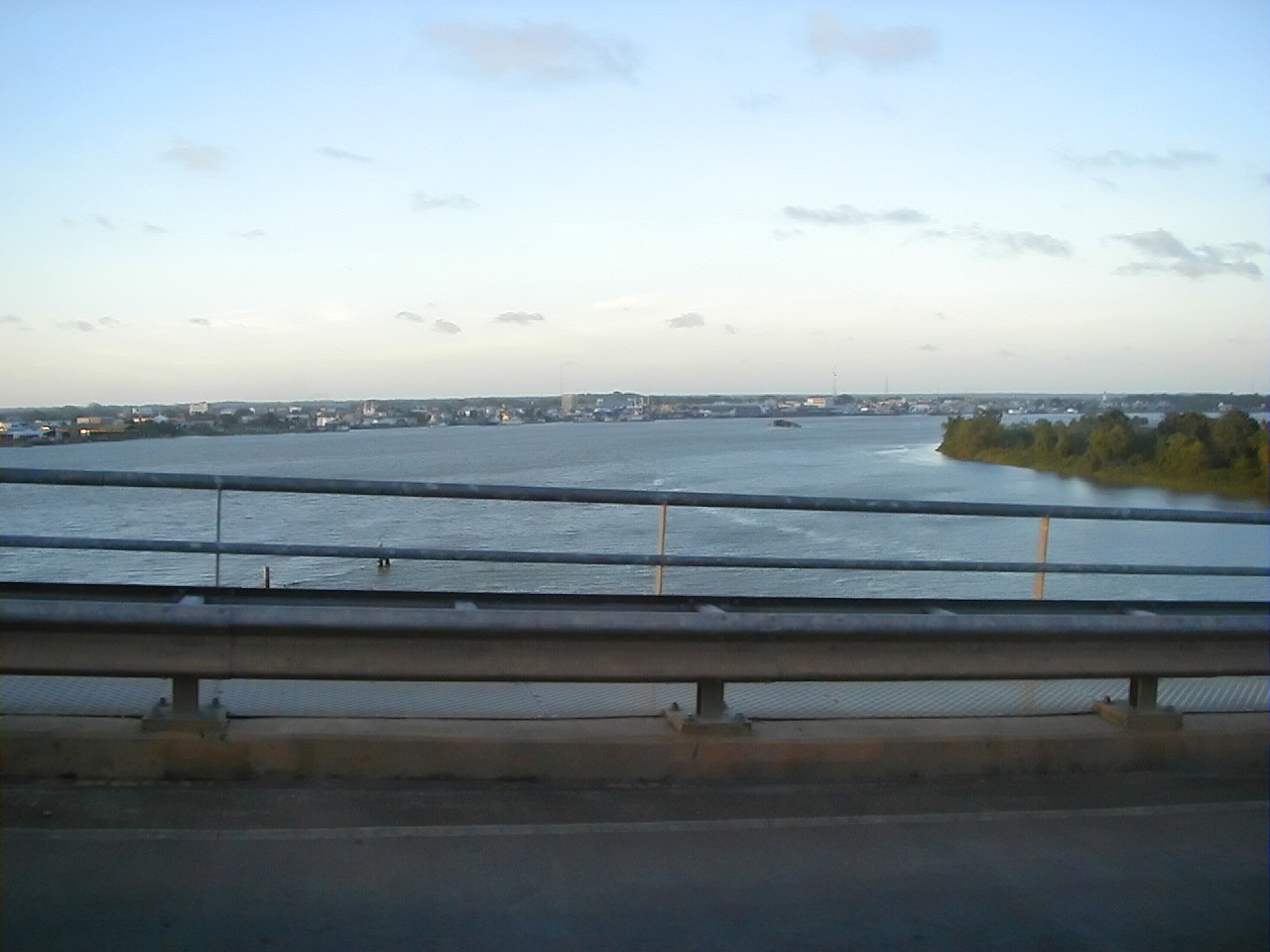
Вид с моста
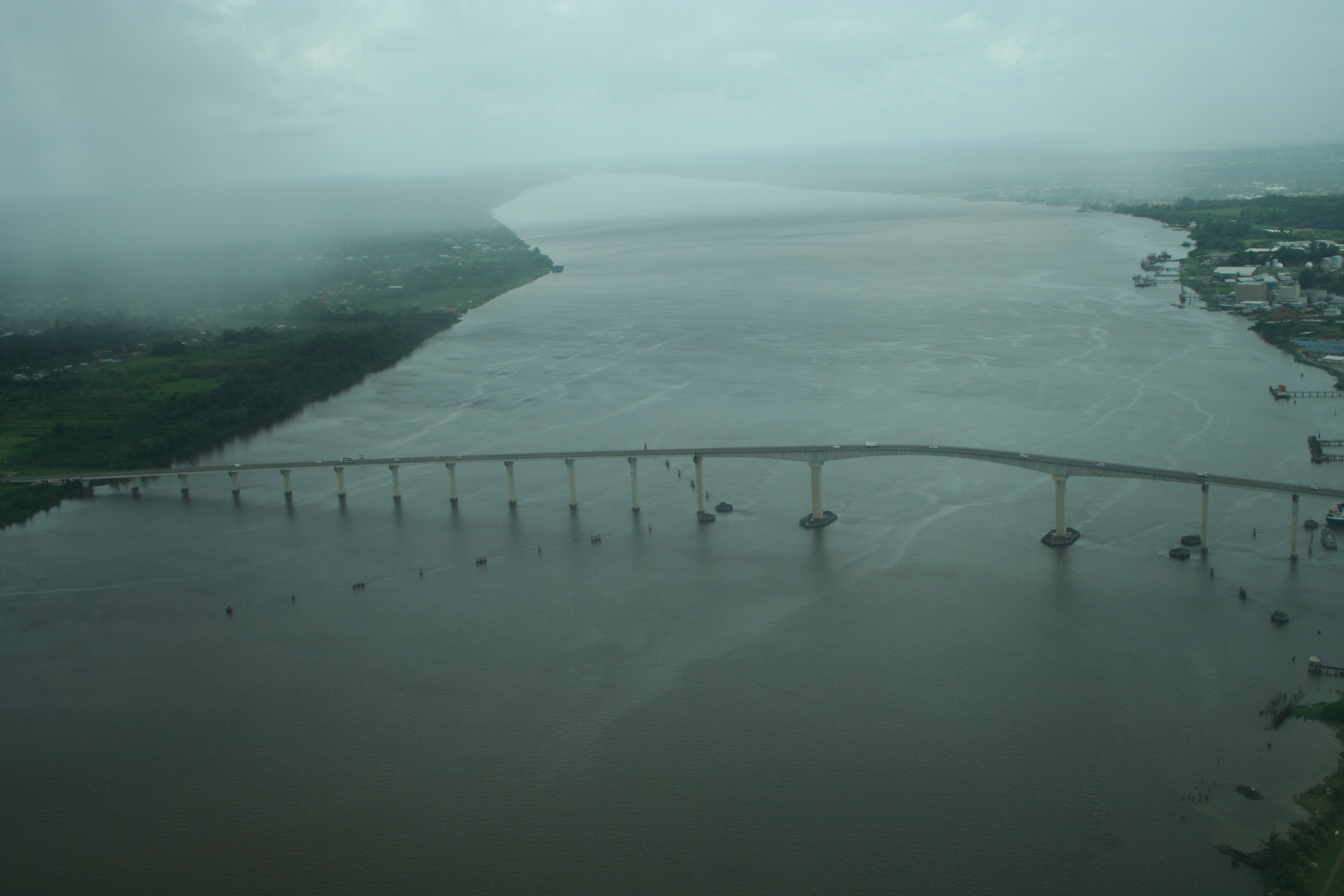
Вид с воздуха